# Otto Küstner
Otto Ernst Küstner (ur. 26 sierpnia 1849 w Trossin, zm. 12 maja 1931 tamże) – niemiecki ginekolog i profesor uniwersytetu we Wrocławiu.

## Życiorys
Od 1860 uczęszczał do liceum w Torgau. W 1868 rozpoczął studia medyczne na uniwersytecie w Lipsku, W semestrze zimowym 1869-1870 przeniósł się na Uniwersytet Friederyka Wilhelma w Berlinie. Brał udział w wojnie francusko-pruskiej jako roczny wolontariusz-ochotnik. Następnie ukończył studia na Uniwersytecie  w Halle uzyskując w 1873 doktorat z medycyny. Habilitował się w 1877 z położnictwa i ginekologii. Od 1878 przez rok pracował w klinice dla kobiet w Jenie. W 1879 został mianowany profesorem zwyczajnym na Uniwersytecie w Jenie. Od 1888 pracował jako profesor zwyczajny na uniwersytecie w Dorpacie. Od 1892 roku był następcą Heinricha Fritscha na katedrze w Uniwersytecie Królewskim we Wrocławiu. Po wybuchu I wojny światowej został wybrany rektorem na rok akademicki 1914-1915 W czasie wojny był zatrudniony na stanowisku głównego lekarza szpitala fortecznego we Wrocławiu. Przeszedł na emeryturę w 1923. Napisał ponad 600 artykułów monografii i książek na temat położnictwa, cięcia cesarskiego i operacyjnego leczenia raka. W 1890 odziedziczył rodzinny majątek ziemski w Trossin gdzie przeprowadził się po przejściu na emeryturę. Za swoje zasługi został odznaczony Orderem Świętego Stanisława II klasy oraz Orderem Orła Czerwonego III klasy. W 1926 został wybrany członkiem Niemieckiej Akademii Nauk Leopoldina od 1928 będąc członkiem honorowym.